# Tyendinaga
Tyendinaga es un municipio canadiense situado en la provincia de Ontario.

## Superficie
Tyendinaga tiene una superficie de 312,42 km².

## Demografía
En 2021, tenía 4538 habitantes, una densidad poblacional de 14,5 hab./km², y 1730 viviendas.